# 柳亭芝楽 (11代目)
十一代目 柳亭 芝樂（りゅうてい しばらく、1973年4月7日 - ）は、日本の落語家。千葉県木更津市出身。本名∶田仲 利和。出囃子は『たこおどり』。落語芸術協会所属。

## 経歴
千葉県立市原高等学校卒業。噺家になる前はクラウン（道化師）やバルーンアートをやっていた。
1998年4月、五代目春風亭柳昇に入門し「昇七」を名乗る。
2002年6月に瀧川鯉橋と共に二ツ目に昇進、昔昔亭桃太郎の前名「三代目春風亭笑橋」を襲名。2003年6月に柳昇が死去し兄弟子の昔昔亭桃太郎門下に移籍。「昔昔亭笑橋」と亭号を改名。2005年8月に「昔昔亭笑海」と改名。
2012年5月に四代目春風亭愛橋、瀧川鯉橋、笑福亭里光、春風亭柳城と共に真打昇進。「十一代目柳亭芝楽」を襲名。

## 人物
主に落語を演じるが南京玉すだれやバナナの叩き売りなど色物芸も幅広くこなす。
二ツ目当たりから髪の毛が薄くなり、現在はスキンヘッドになっている。
落語芸術協会の若手真打4名で結成しているユニット「ヨセゲー」のメンバー。他のメンバーは春風亭傳枝、三遊亭遊喜、笑福亭里光。

## 芸歴
- 1998年4月 - 五代目春風亭柳昇に入門、「昇七」を名乗る。
- 2002年6月 - 二ツ目昇進、「春風亭笑橋」と改名。
- 2003年6月 - 師匠柳昇が死去した為兄弟子の昔昔亭桃太郎門下に移籍、「昔昔亭笑橋」と改名。
- 2005年8月 - 「笑海」と改名。
- 2012年5月 - 真打昇進、「十一代目柳亭芝楽」を襲名。